# Егорьевское шоссе
Егорьевское шоссе (также Касимовское шоссе,  бывшая Р105) — автомобильная дорога регионального значения в Московской и Рязанской областях России. Соединяет Москву с городом Касимов.
Данную трассу именуют Егорьевское шоссе, хотя с начала 1980-х годов трасса проходит не через город Егорьевск, а по специально построенному объезду с одной двухуровневой и одной кольцевой развязками. Историческое название трассы — Касимовский тракт. Практически на всём своем протяжении трасса двухполосная, без разделительной полосы, со множеством неосвещённых участков и крутых поворотов. В этой связи, а также из-за прохождения через большое количество сельских населённых пунктов, трасса является одной из самых аварийных автодорог Подмосковья. Наиболее опасный и сложный участок - на границе Московской и Рязанской областей, в районе Клепиковских озёр, где трасса представляет собой узкий неосвещенный "серпантин", идущий через сплошной лес.
Качество покрытия на трассе в целом хорошее. По состоянию на июль 2019 года ведется ремонт полотна на отдельных участках в Рязанской области между Тумой и Касимовым.

## Пересечения с другими автодорогами
Егорьевское шоссе начинается на юго-востоке Москвы как продолжение Рязанского и Лермонтовского проспектов, затем проходит через город Люберцы как Октябрьский проспект, после чего ответвляется от него на восток. Проходит через дачные поселки Томилино, Красково, Малаховка и село Гжель. До Гжели трасса идëт рядом с железнодорожной линией Казанского направления, которую несколько раз пересекает по путепроводам.
Трасса пересекается с Московским Большим Кольцом, а также трассами Р115 (в Егорьевске, трасса Р115 идёт в Ненашево через Коломну), Р106 (в Самойлихе, трасса Р106 ведёт в Куровское через Шатуру), Р123 (в Спас-Клепиках, трасса Р123 ведёт в Рязань), Р73 (в Туме, трасса Р73 ведёт во Владимир через Гусь-Хрустальный), Р125 (недалеко от Касимова, трасса Р125 ведёт в Нижний Новгород через Муром). В Касимове трасса переходит в трассу Р124 (Касимов — Шацк), которая в городе Шацке пересекает федеральную трассу М5 «Урал» и, в свою очередь, переходит в трассу А143, идущую до Тамбова.

## Населённые пункты
- Московская область
  - Москва (Лермонтовский проспект)
  - Люберцы (Октябрьский проспект)
  -  Старо-Рязанская дорога
  - Томилино (Егорьевское шоссе, улица Гаршина)
  - Красково (улица Карла Маркса)
  - Малаховка
  - Родники
  - дер. Вялки
  - дер. Осеченки
  - дер. Шмеленки
  - дер. Донино
  - дер. Обухово
  - с. Гжель
  - дер. Трошково
  - с. Речицы
  - с. Новохаритоново
  - д. Бахтеево
  - с. Карпово
  - дер. Антоново
  - дер. Аринино
  - дер. Асташково
  - дер. Соболево
  - с. Хотеичи
  - с. Ильинский Погост
  - дер. Цаплино
  - дер. Юрятино
  - дер. Станинская
  - дер. Пантелеево
  - Егорьевск (по границе)  Р115 на Коломну
  - дер. Заболотье
  - пос. Юрцово (по границе)
  - дер. Фильчаково
  - дер. Песье
  - дер. Астанино
  - дер. Подрядниково
  - дер. Парыкино
  - дер. Владычино
  - дер. Бутово  на Рязановский, Белоомут
  - с. Жабки
  - дер. Алёшино
  - с. Шарапово (в объезд)
  - дер. Терехово
  - дер. Бармино
  - с. Середниково
  - дер. Самойлиха  Р106 на Шатуру
  - дер. Дубровка
  - дер. Красная Горка
  - дер. Подлесная  на Радовицкий
  - дер. Дерзсковская
  - пос. Фрол
  - дер. Дубасово
  - дер. Евлево
- Рязанская область
  - дер. Тюрвищи
  - дер. Батыково
  - дер. Левино II
  - Спас-Клепики  Р123 на Рязань
  - дер. Деево
  - дер. Селезнёво
  - дер. Кобылинка
  - дер. Верещугино
  - Тума  Р73 на Гусь-Хрустальный
  - дер. Мягково
  - дер. Волчково
  - дер. Ломакино
  - Гусь-Железный
  - дер. Залесное
  - Касимов